# CD134
La superfamilia de receptores del factor de necrosis tumoral, miembro 4 (TNFRSF4), también conocida como receptor CD134 y OX40, es un miembro de la superfamilia de receptores TNFR que no se expresa constitutivamente en células T vírgenes en reposo, a diferencia de CD28. OX40 es una molécula de punto de control inmunológico coestimuladora secundaria, que se expresa después de 24 a 72 horas después de la activación; su ligando, OX40L, tampoco se expresa en células presentadoras de antígenos en reposo, pero sigue su activación. La expresión de OX40 depende de la activación completa de la célula T; sin CD28, la expresión de OX40 está retrasada y en niveles cuatro veces más bajos.

## Función
OX40 no tiene ningún efecto sobre las capacidades proliferativas de las células CD4+ durante los primeros tres días, sin embargo, después de este tiempo la proliferación comienza a disminuir y las células mueren a un ritmo mayor, debido a la incapacidad de mantener un alto nivel de actividad de PKB y expresión de Bcl-. 2, Bcl-XL y survivina. OX40L se une a los receptores OX40 de las células T, evitando que mueran y aumentando posteriormente la producción de citocinas. OX40 tiene un papel fundamental en el mantenimiento de una respuesta inmune más allá de los primeros días y luego hasta una respuesta de memoria debido a su capacidad para mejorar la supervivencia. OX40 también desempeña un papel crucial en las reacciones mediadas por Th1 y Th2 in vivo.
OX40 se une a TRAF2, 3 y 5, así como a PI3K, mediante un mecanismo desconocido. TRAF2 es necesario para la supervivencia a través de NF-κB y la generación de células de memoria, mientras que TRAF5 parece tener un papel más negativo o modulador, ya que los knockouts tienen niveles más altos de citocinas y son más susceptibles a la inflamación mediada por Th2. TRAF3 puede desempeñar un papel fundamental en la transducción de señales mediada por OX40. CTLA-4 está regulado a la baja después de la participación de OX40 in vivo y el defecto de DN de TRAF3 específico de OX40 fue parcialmente superado por el bloqueo de CTLA-4 in vivo. TRAF3 puede estar relacionado con la expansión y supervivencia de las células T de memoria mediadas por OX40, y apunta a la regulación negativa de CTLA-4 como un posible elemento de control para mejorar la expansión temprana de las células T a través de la señalización de OX40.

## Significación clínica
OX40 ha sido implicado en la tormenta patológica de citocinas asociada con ciertas infecciones virales, incluida la gripe aviar H5N1.

## Como droga u objetivo de droga
Una proteína de fusión biológica creada artificialmente, la inmunoglobulina OX40 (OX40-Ig), impide que OX40 llegue a los receptores de las células T, reduciendo así la respuesta de las células T. Los experimentos en ratones han demostrado que OX40-Ig puede reducir los síntomas asociados con la tormenta de citoquinas (una reacción inmune exagerada) al tiempo que permite que el sistema inmunológico combata el virus con éxito.
Un anticuerpo anti-OX40 GSK3174998 ha iniciado ensayos clínicos como tratamiento contra el cáncer.  La investigación en ratones ha incluido la combinación de un anticuerpo agonista de OX40 (clon OX86) inyectado directamente en un tumor en combinación con un oligonucleótido CpG no metilado, que como ligando de TLR9 activa la expresión de OX40 para que pueda verse afectado. 

## Interacciones
Se ha demostrado que CD134 interactúa con TRAF5  y TRAF2. 

## Otras lecturas
- So T, Salek-Ardakani S, Nakano H, Ware CF, Croft M (April 2004). «TNF receptor-associated factor 5 limits the induction of Th2 immune responses». Journal of Immunology 172 (7): 4292-7. PMID 15034043. doi:10.4049/jimmunol.172.7.4292.
- Song J, Salek-Ardakani S, Rogers PR, Cheng M, Van Parijs L, Croft M (February 2004). «The costimulation-regulated duration of PKB activation controls T cell longevity». Nature Immunology 5 (2): 150-8. PMID 14730361. S2CID 10102422. doi:10.1038/ni1030.
- Song J, So T, Cheng M, Tang X, Croft M (May 2005). «Sustained survivin expression from OX40 costimulatory signals drives T cell clonal expansion». Immunity 22 (5): 621-31. PMID 15894279. doi:10.1016/j.immuni.2005.03.012.
- Croft M (August 2003). «Co-stimulatory members of the TNFR family: keys to effective T-cell immunity?». Nature Reviews. Immunology 3 (8): 609-20. PMID 12974476. S2CID 10503208. doi:10.1038/nri1148.
- Rogers PR, Song J, Gramaglia I, Killeen N, Croft M (September 2001). «OX40 promotes Bcl-xL and Bcl-2 expression and is essential for long-term survival of CD4 T cells». Immunity 15 (3): 445-55. PMID 11567634. doi:10.1016/S1074-7613(01)00191-1.
- Watts TH (2005). «TNF/TNFR family members in costimulation of T cell responses». Annual Review of Immunology 23: 23-68. PMID 15771565. doi:10.1146/annurev.immunol.23.021704.115839.

- Datos: Q14907607